# Maestro de Ororbia

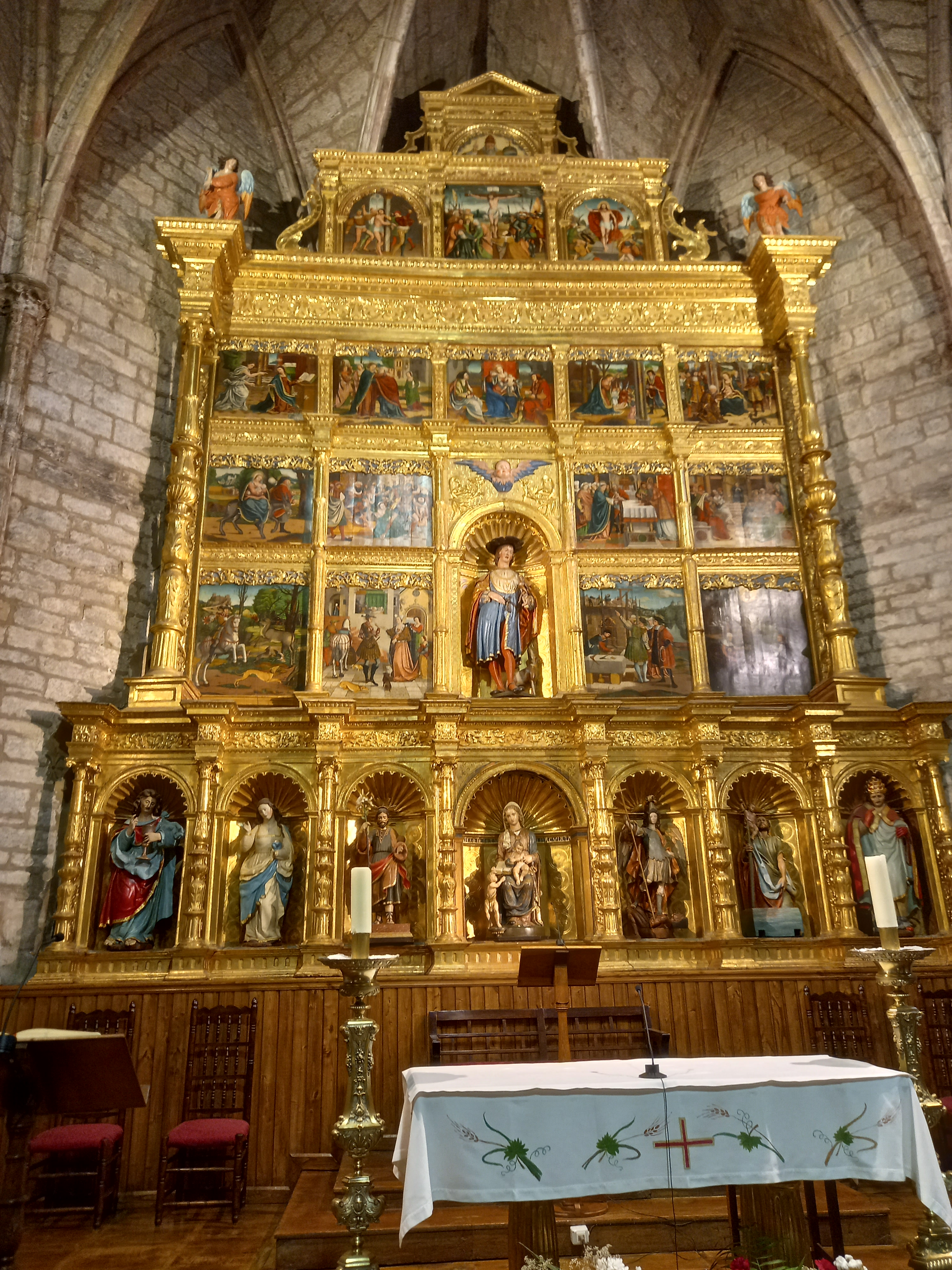
Retablo mayor de la iglesia de San Julián, en Ororbia

Maestro de Ororbia es el nombre que se da al autor anónimo del retablo mayor de la iglesia de San Julián, en Ororbia (Navarra), realizado hacia 1530. Es considerado uno de los artistas más destacados de la pintura renacentista en Navarra. El retablo fue declarado en 1999 Bien de Interés Cultural.

## Las pinturas retablo de San Julián en Ororbia
El apelativo de Maestro de Ororbia fue acuñado por Diego Angulo Iñiguez en un artículo en la revista Príncipe de Viana en 1943 sobre "La pintura del renacimiento en Navarra", en ese artículo se destaca el amor del pintor por el paisaje, su habilidad para narrar de modo ameno los hechos que representa y, en definitiva su atención a los detalles, en cuando a la fecha de realización, considerando el estilo de la pintura y la indumentaria de los personajes, propone las proximidades de 1530, Echevarría Goñi, propone los años 1523-1524.
El retablo, situado sobre una predela con cinco hornacinas, se dispone en cuatro cuerpos y tres calles, sobre el que, a modo de ático, se sitúa un cuerpo con tres cajas, y sobre él un fontón con una única tabla semicircular. En total, atendiendo exclusivamente a las pinturas, presenta 18 tablas, ya que el lugar que correspondería al primer y segundo cuerpo de la calle central está ocupado por una hornacina con una escultura de San Julián el Hospitalario, el titular del retablo y, de algún modo de la iglesia.
En el cuerpo inferior se representan cuatro escenas de la vida de San Julián el Hospitalario, fieles al relato que recoge Santiago de la Vorágine en la Leyenda áurea. A la izquierda la escena de caza en la que un ciervo se dirige a San Julián y le anuncia que él será el autor de la muerte de sus padres. En la siguiente escena aparece, al fondo a través de una ventana el momento en que Julián mata en el lecho a sus padres, pensando que se trata de su mujer que yace con su amante; en el primer plano el propio Julián es informado por su esposa de quiénes son los que ocupan el lecho. La tercera escena presenta la construcción del hospital que ha mandado levantar Julián, en primer plano recoge la visita que hace a las obras. En la cuarta tabla, el Hospitalario, ayudado por su mujer, traslada en la barca al peregrino que en la noche le ha pedido auxilio; también en esta tabla se repite, como en la segunda, una secuencia temporal, pues al fondo, el matrimonio en la puerta del hospital trata de descubrir, con la ayuda de un farol, dónde esté quien pide ayuda; todavía sobre la escena se sobrepone, en la parte alta, en pie el peregrino que ha sido atendido por los esposos, quizá cuando se dispone a transmitirle la noticia de que el Señor ha perdonado su parricidio. Toda esta narración da ocasión al Maestro de Ororbia, para reflejar con detalle los paisajes boscosos, los edificios construidos o en construcción, el dramatismo de la escena, y una cuidada elección de la indumentaria propia de cada personaje: ropas delicadas y acordes con la moda del siglo XVI cuando así lo requieren los personajes, atuendos adecuados para los que trabajan o, como en la última escena, para atender a los peregrinos.
Las ocho restantes tablas del cuerpo principal del retablo se dedican a escenas de la  Nuestra Señora y de la Infancia del Señor: en el cuerpo intermedio; la huida a Egipto, la matanza de los Inocentes, la presentación del Señor en el templo y Jesús entre los doctores en Jerusalén. En el cuerpo superior: la Anunciación a Nuestra Señora, la Visitación a Santa Isabel, la Virgen con el Niño en diálogo con San Abdón y San Senén, el nacimiento de Jesús y la adoración de los Reyes Magos. Llama la atención la tabla que representa a la Virgen en diálogo con esos dos santos, cuyo culto frecuente en Cataluña, resulta insólito en Navarra. También en estas escenas destaca el cuidado de los detalles y, en especial, de la indumentaria. Se refleja además, en la composición de las figuras una cierta influencia flamenca. Una circunstancia que se repite en las tres escenas de la pasión del Señor que se disponen en el remate superior del retablo: en el centro la crucifixión, la flagelación a su derecha, y la resurrección a la izquierda. Y sobre este remate un frontón y, bajo él una tabla que representa al Padre Eterno. También estas escenas de la Pasión, reflejan la tabla superior, bajo el frontón, representa al Padre Eterno. La mayor parte de las escenas representadas permiten al Maestro de Ororbia componer un elevado número de personajes, con unas composiciones bien equilibradas que centran la atención en la acción que se representa.

## Galería

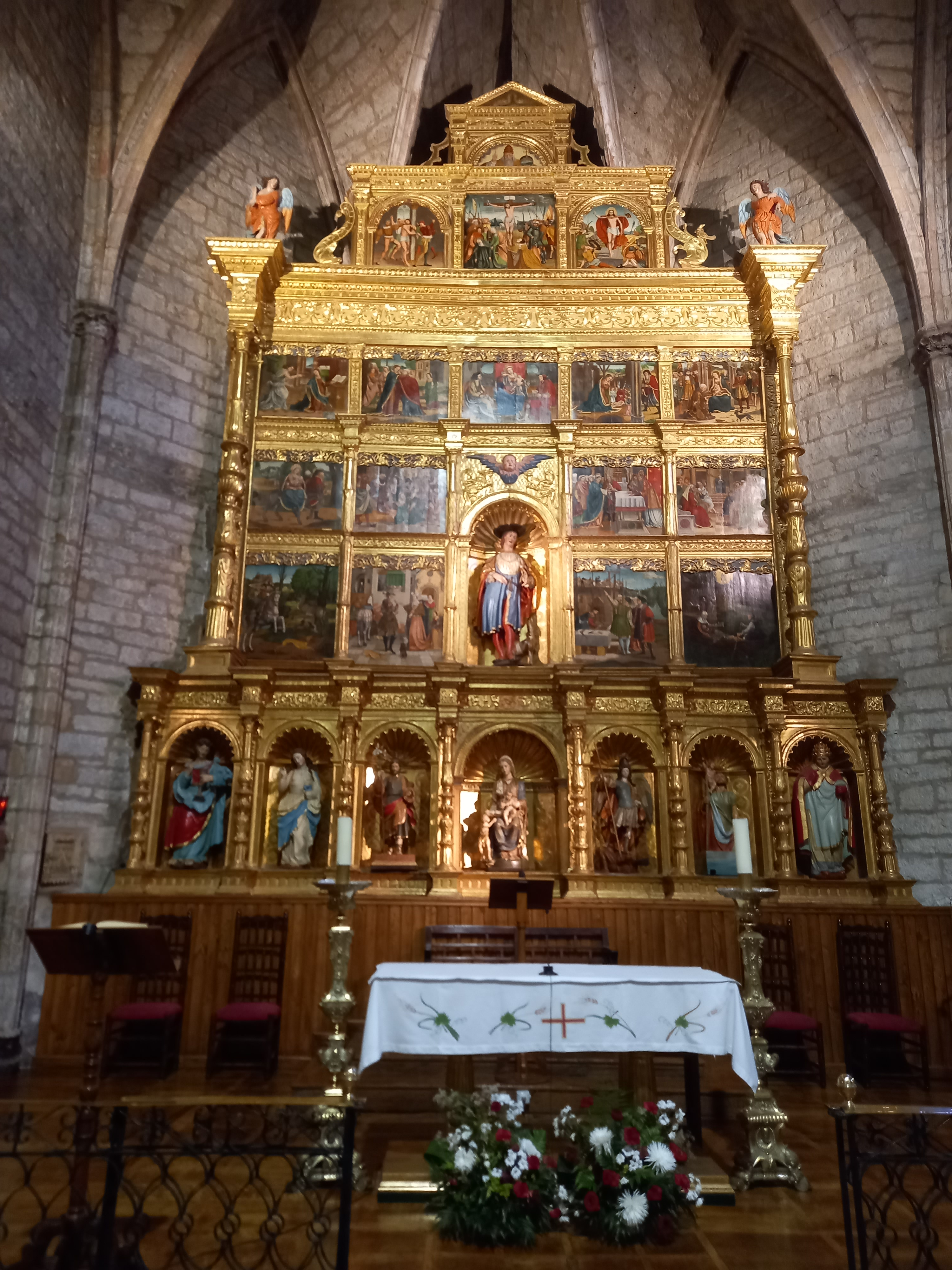
Retablo mayor de la iglesia de San Julián
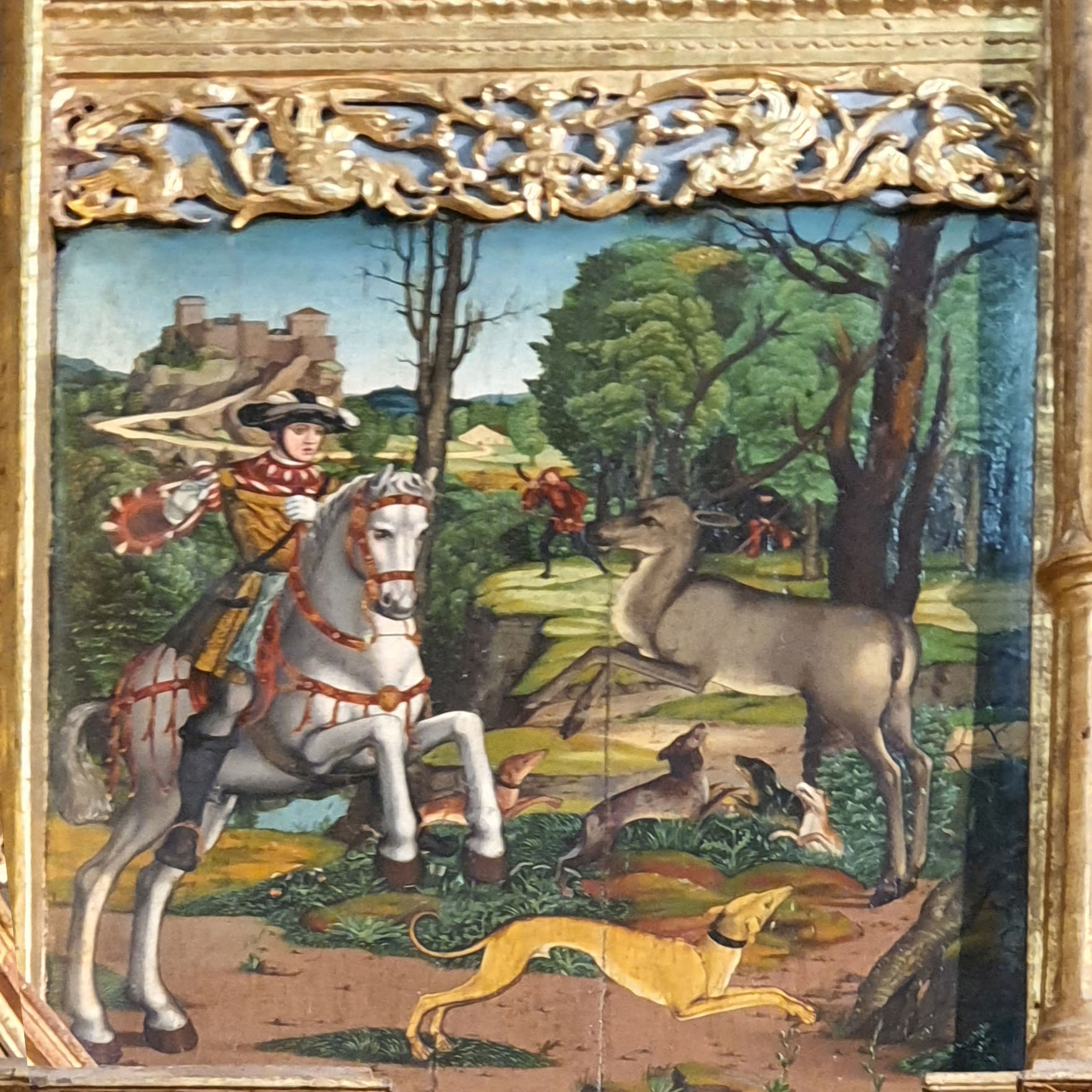
Un ciervo le anuncia que matará a sus padres
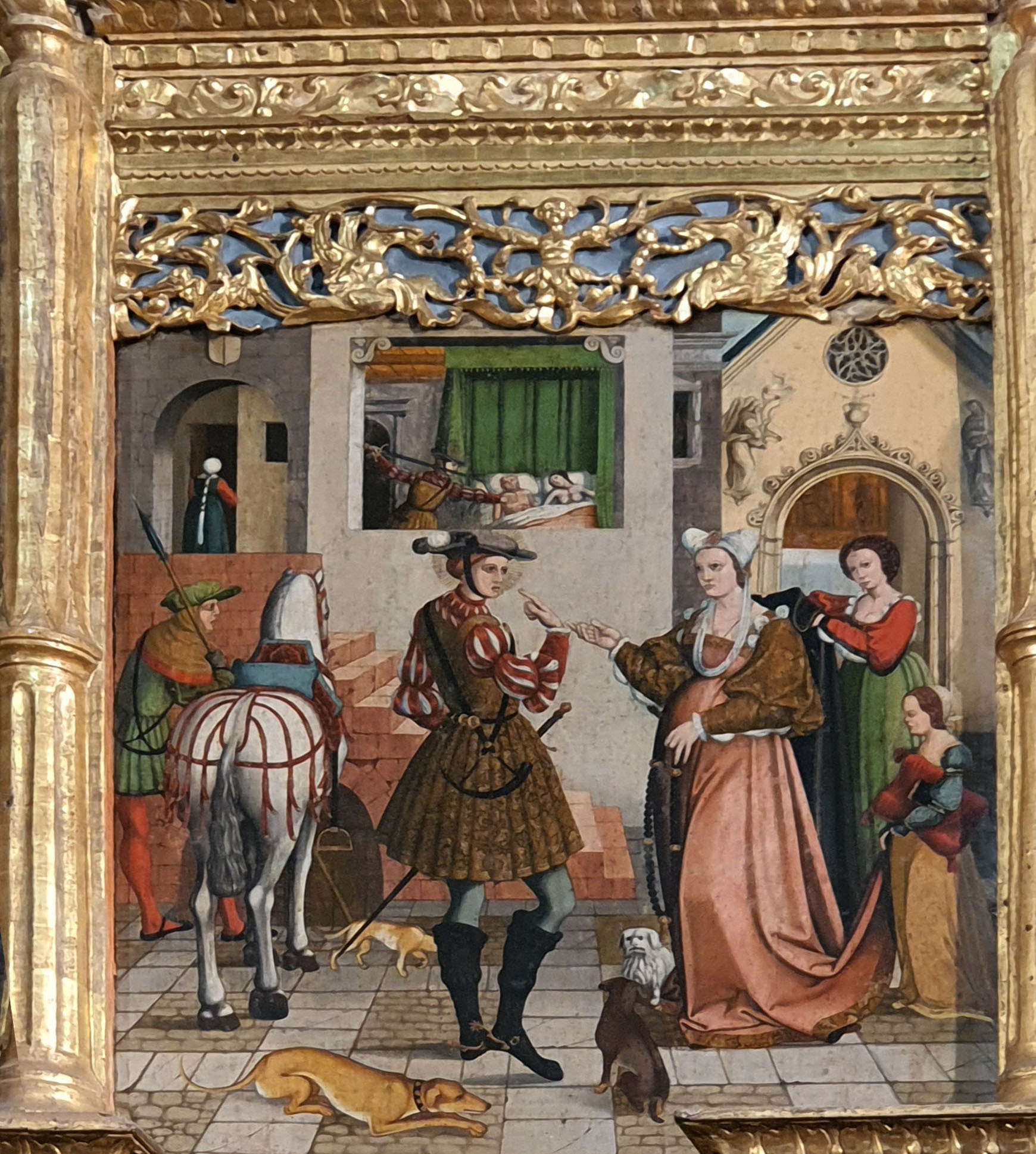
Su mujer le comunica que ha matado a sus padres
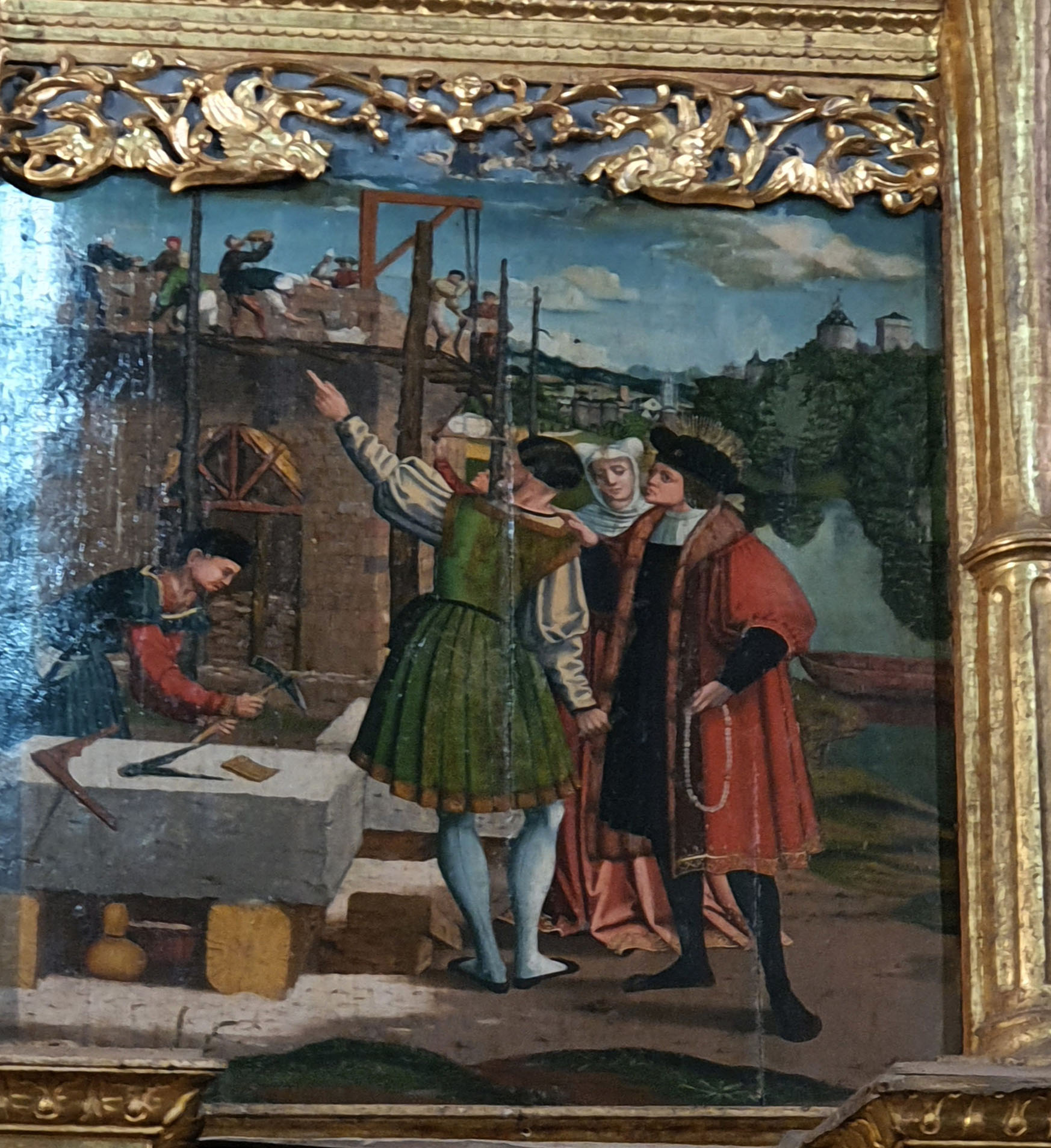
Visita las obras del hospital que ha hecho construir
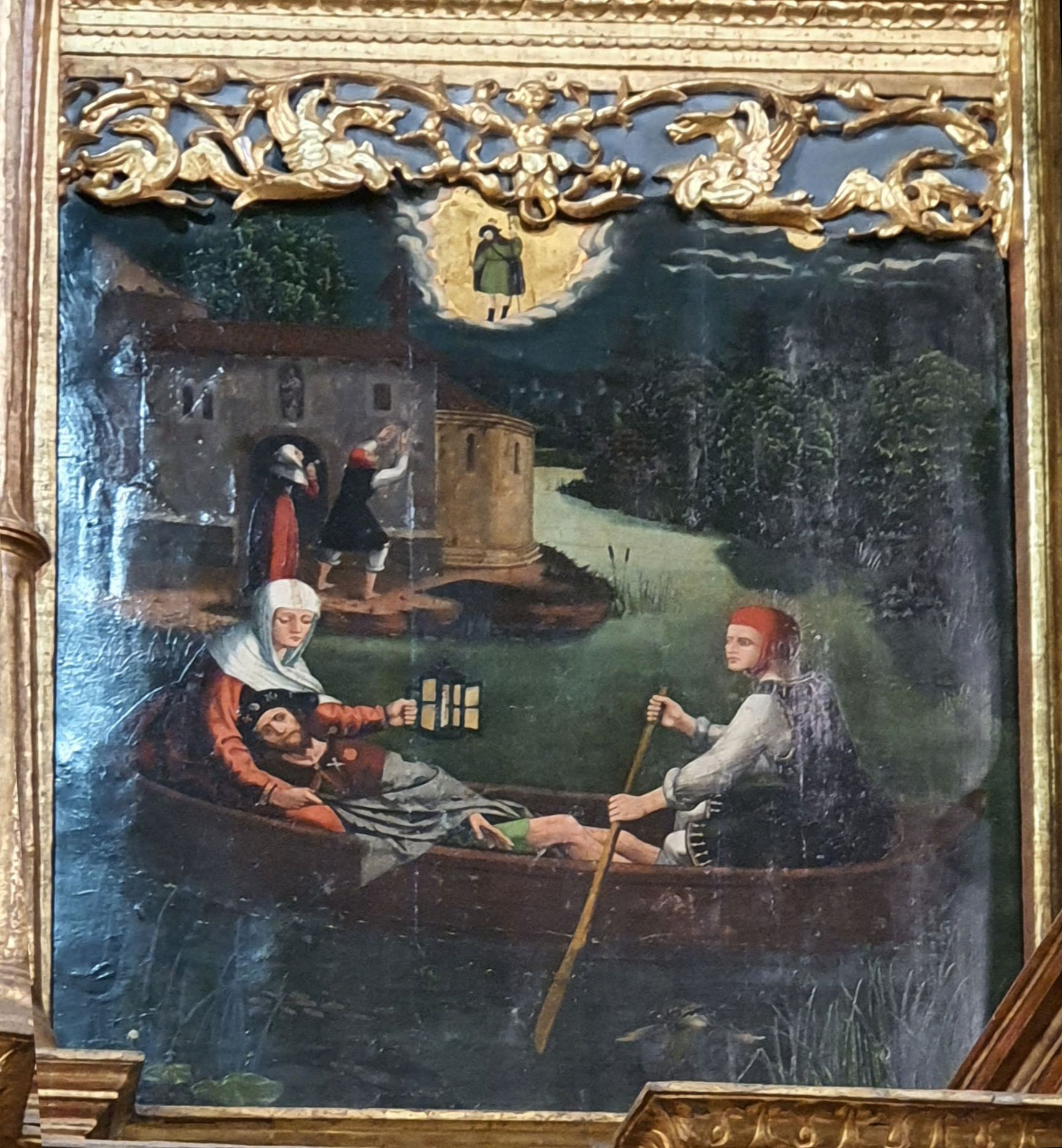
San Julián transporta a un peregrino enfermo